# Gourock
Gourock är en ort i Storbritannien.   Den ligger i kommunen Inverclyde och riksdelen Skottland, i den nordvästra delen av landet, 600 km nordväst om huvudstaden London. Gourock ligger 10 meter över havet och antalet invånare är 11 390.
Terrängen runt Gourock är kuperad västerut, men österut är den platt. Havet är nära Gourock norrut. Runt Gourock är det tätbefolkat, med 849 invånare per kvadratkilometer. Närmaste större samhälle är Greenock, 3,8 km öster om Gourock. 